# Igreja da Ordem Terceira do Carmo (São Paulo)
A Igreja da Ordem Terceira do Carmo, também chamada de Capela da Venerável Ordem Terceira do Carmo, ou ainda Capela dos Terceiros do Carmo, localiza-se no centro da cidade de São Paulo, no Brasil. Foi fundada na segunda metade do século XVII por um grupo de leigos, a maioria bandeirantes, como uma capela contígua ao Convento do Carmo de São Paulo, inaugurado em 1592 e demolido em 1928.
A edificação atual foi erguida em taipa de pilão, entre 1747 e 1758. Entre 1772 e 1802, foi ampliada e ganhou um novo frontispício, executado por Joaquim Pinto de Oliveira, conhecido como "mulato Tebas", escravo que trabalhara com o feitor e mestre-de-obras Bento de Oliveira Lima, responsável por outras obras da arquitetura religiosa da São Paulo colonial. Em 1929, o templo passou por uma ampla reforma, sendo parcialmente reconstruído.
A Igreja do Carmo abriga um representativo conjunto da arte colonial paulista, destacando-se as pinturas dos tetos da capela-mor e do coro, de autoria do mestre ituano Frei Jesuíno do Monte Carmelo, além do altar rococó do século XVIII e painéis do demolido Recolhimento de Santa Teresa. É tombada pelo Instituto do Patrimônio Histórico e Artístico Nacional (IPHAN) e pelo órgão congênere do município (CONPRESP).

## História
Existem três ordens dos que se inspiram no Monte Carmelo. A Ordem Primeira do Carmo, representada por aqueles que se entregam à vida religiosa e às regras de uma vida monástica. A Segunda Ordem do Carmo, que diz respeito às mulheres que dedicam-se ao serviço religioso e mantêm-se castas durante toda a vida. E a Ordem Terceira, a dos que não fazem uso do hábito e das obrigações próprias dos religiosos. Trata-se de irmãos leigos que se dedicam a suas vidas pessoais separadamente da Igreja, mas igualmente seguem uma regra de conduta e fé.
Não se sabe ao certo a data de fundação da Venerável Ordem Terceira da Nossa Senhora do Monte do Carmo da cidade de São Paulo. O livro de Tombo da Ordem que seria datado de 1620 foi perdido, mas estima-se que a criação dessa irmandade tenha se dado ainda antes do término do século XVI, não muito tempo depois do estabelecimento de frades carmelitas na vila de São Paulo.
Na época, em 1592, os Irmãos Terceiros, como eram chamados os participantes da Ordem Terceira do Carmo, foram acolhidos junto aos frades e passaram a dividir o espaço da igreja e do convento para realizarem suas práticas espirituais.

### A primeira capela dos Terceiros
Os Irmãos Terceiros só vieram a ter uma capela própria na última quadra do século XVII. Sua data de construção também é controversa: estima-se que as obras tenham iniciado em 1676, ano em que o Prior entregou o dinheiro que foi arrecadado entre os confrades do Rio de Janeiro para que se desse início à construção da capela. Porém, sua construção ainda se prolongou por mais alguns anos. Em outubro de 1691, o corpo da capela já estava edificado, anexo à nave da igreja dos frades. Não se sabe se a capela estava inteiramente concluída, mas a partir de 1692 os Irmãos Terceiros já realizavam suas práticas espirituais em sua própria capela.
A pequena capela que estava acoplada à igreja dos carmelitas serviu aos Terceiros até meados do século XVIII, quando resolveram construir uma nova.

### A nova capela dos Terceiros
Em reunião extraordinária da “Junta” em 15 de outubro de 1747, deliberou-se que uma nova capela precisava ser feita, prevendo a demolição da que existia. Supõe-se que um dos motivos que levou à construção de uma nova capela é o fato da Ordem Terceira ter ganhado mais membros, mas o período de sua construção também é um período em que todas as igrejas antigas da Colônia estavam entrando em reforma ou sendo reconstruídas.

A obra acabou sendo extremamente demorada e dependia de doações de mesários e Irmãos. Um grande inconveniente acarretava-se junto à lentidão da obra: os atos da ordem não podiam ser exercidos, já que não havia um templo. Oito anos após o início da construção da nova capela, reunidos, mais uma vez, em junta extraordinária, consideraram que cada participante da ordem e seus sucessores deveriam pagar uma quantia determinada até que ficasse completo o capital do patrimônio necessário para terminar a construção da nova capela. O Irmão Prior daria oitenta mil réis do anual, o Superior e mais Irmãos da Mesa 12$700 réis, a Priora 38$400 e a Sub-Priora 12$800 réis.

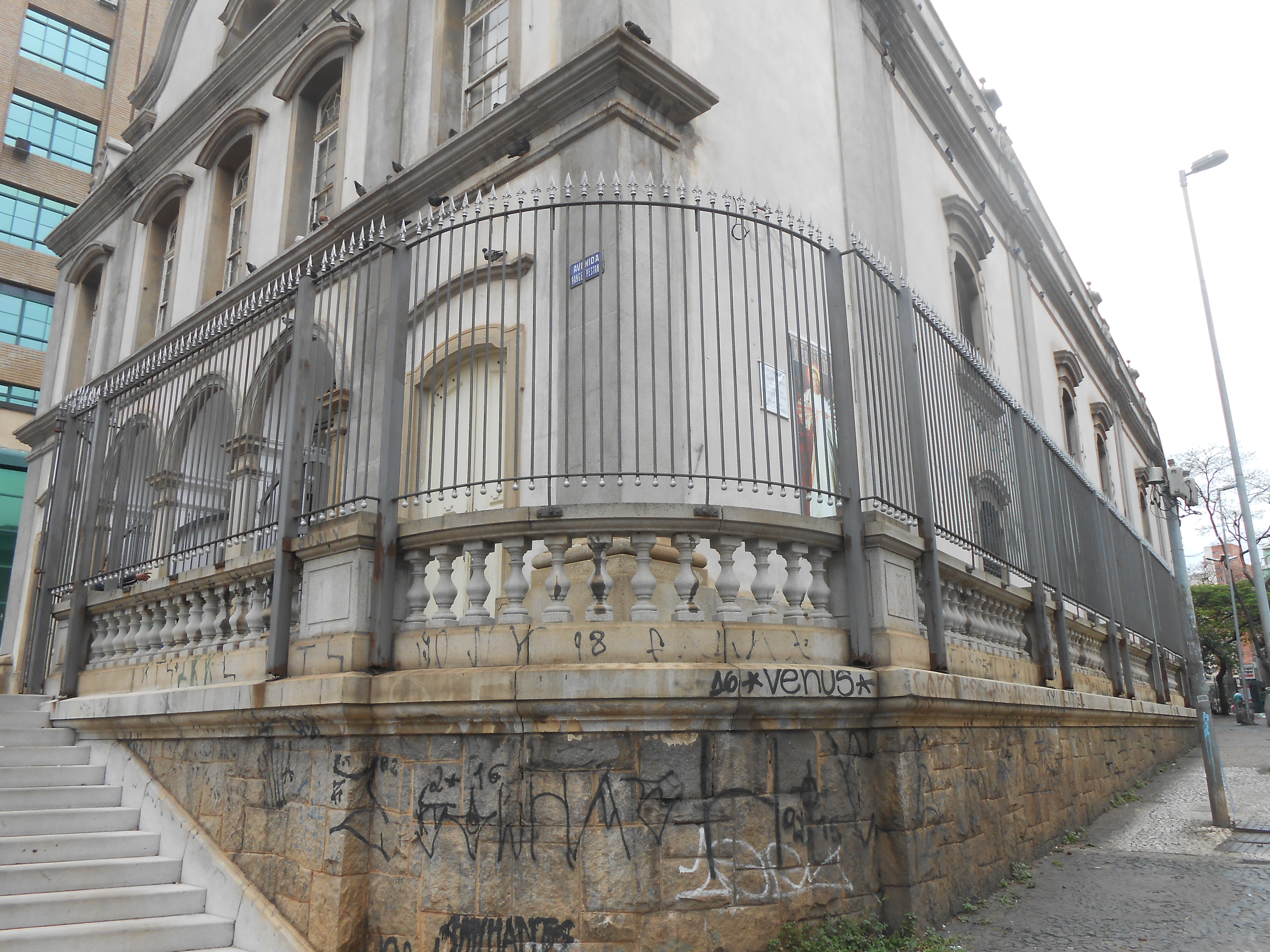
Fachada da Igreja.

Por volta de 1758, o corpo do edifício estava sendo concluído. São ultimadas, também, a obra da fachada: tudo é novamente rebocado e um muro de taipa de pilão é construído entre a Capela e a Torre, vedando o espaço entre ambas. Ao menos externamente, a Capela da Terceira Ordem do Carmo estava pronta. Construída ao lado da Primeira Ordem do Carmo, alinhava-se aos demais edifícios: torre, igreja e convento. Pouco tempo depois, tanto a igreja dos frades como a Capela dos Terceiros sofreram reformas das fachadas.
Quanto à arquitetura interna, em novembro de 1759 o Mestre Carpinteiro e também Irmão Terceiro Antonio Ludovico contratou a obra do retábulo da capela mor e mais dois altares colaterais, gastos que somavam, ao todo, 820$680 réis. O pintor João Pereira da Silva foi responsável por ajustar as tribunas, portas, o arco dourado, o altar do Senhor da Pedra Fria e também o painel do forro.
A Ordem também resolveu construir um novo frontispício neste mesmo ano, reformando o de taipa e, novamente, o Prior Manoel de Jesus Pereira começou a coletar contribuições, tanto em dinheiro, quanto em material para a construção. Esse projeto não foi executado prontamente, e o motivo da desistência de sua execução é desconhecido. Estima-se que seja algo relacionado às obras que os frades começavam a fazer no frontispício de sua igreja – por conta da subordinação a eles devida pela Ordem Terceira, foi adiado o novo frontispício para a capela.

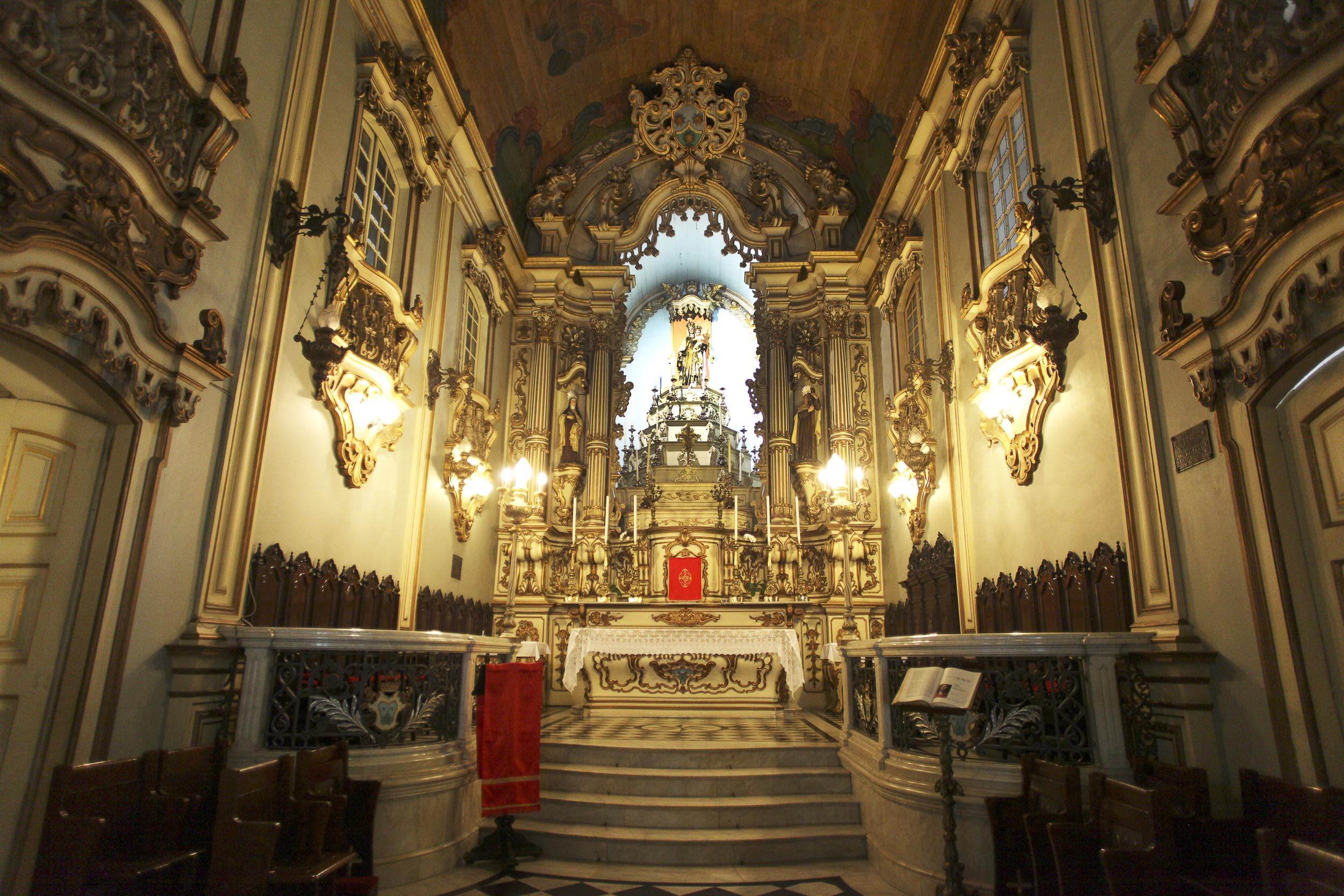
Altar-mor em estilo rococó da Capela da Venerável Ordem Terceira do Carmo de São Paulo.

Em 1761, o Mestre Antonio Ludovico deu prosseguimento à ornamentação interna da capela, trabalhando no entalhe do altar mor e nos altares laterais. João Pereira da Silva encarregou-se de dourar os altares e pintar as tribunas.
Dessa forma, faltavam apenas alguns detalhes para que a Nova Capela da Ordem Terceira do Carmo ficasse pronta. A conclusão das obras mais necessárias leva a irmandade, em 1766, a considerar revogar o acordo estabelecido em 1747 que obrigava os membros da Mesa a contribuir com taxas anuais para obras, visto que já havia passado vários anos em que celebravam-se os ofícios divinos na mesma capela, que já estava ornamentada.

As obras só serão retomadas novamente em 1772. O projeto do frontispício, que havia sido suspenso, é também retomado, visto que as reformas da igreja dos frades já teria terminado. O frontispício e sua torre foram construídos com um elemento que, até então, tinha sido pouco utilizado: a pedra de cantaria.

### A relação com São Paulo

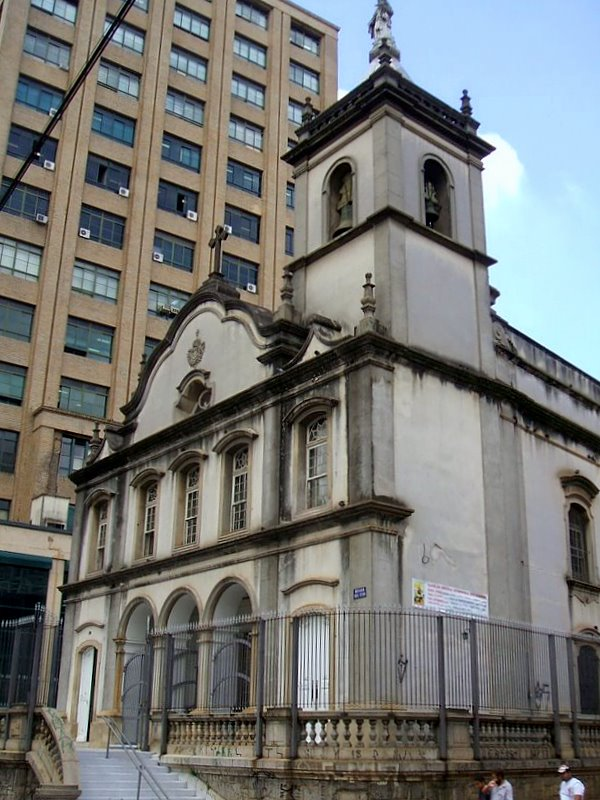
Arquitetura da igreja.

A cidade, a partir daí, também passou a ganhar novas características arquitetônicas. As mudanças mais significativas – que ocorriam lentamente – eram nas igrejas. Com a conclusão da nova capela dos Terceiros, os frades sentiram-se obrigados a reconstruir seu próprio templo. Os beneditinos e franciscanos também fazem suas mudanças. No decênio seguinte, as edificações darão às Igrejas da Ordem 1ª e 3ª uma nova configuração. Na época, a Catedral da Sé também reformula seu frontispício (utilizando, assim como a capela dos terceiros, pedra de cantaria).
Neste período, as igrejas optam por edifícios maiores, atendendo às necessidades de espaço sagrado requeridas. Verifica-se também uma grande preocupação em valorizar ainda mais as fachadas. Ao mesmo tempo em que ainda se utilizava o tradicional sistema de taipa de pilão, buscavam novos métodos e técnicas mais elaboradas, que dessem maior plasticidade aos frontispícios. O tijolo era fabricado nas proximidades, na região de São Caetano do Sul e São Bernardo do Campo. Assim como a pedra, que existia em pouca quantidade. Esses materiais permitiram edificações que se libertaram das limitações de ornamentação externa imposta pela taipa. 

O momento em que as obras ocorreram também marcam um período de reativação da vida econômica da Capitania de São Paulo. Era mantida com regiões mineradoras constante atividade comercial – lembrando que, neste período, as lavras ainda não haviam dado sinais de decadência. Porém, São Paulo ainda era o expurgo migratório que decorreu da atração exercida pelas atividades extrativas.

Por outro lado, a abertura de caminhos para o Campo do Viamão, em busca de animais de transporte, também parecia bastante promissor – consolidando o tropeirismo com a política de defesa e povoamento da região meridional da Colônia, implementada pelo Morgado de Mateus. A cidade de São Paulo se beneficiará de uma gama de atividades e relações de interesses que para ela conflui e, sendo centro de decisão política, administra.
As igrejas, assim, representaram também esse momento de reativação da vida econômica e reconquista de autonomia política. A própria igreja da Ordem Terceira do Carmo mostra seus sinais: seus ornamentos e pinturas foram reformulados diversas vezes até o século XIX e havia grande preocupação em dotá-la de ricas alfaias e aparelha-la com o que de melhor havia para celebração de ofícios religiosos. Despesas, essas, pagas com a contribuição dos Irmãos, que eram membros de famílias tradicionais e ricas, e também da renda da própria Ordem, oriunda de seu patrimônio. Neste período, todos os esforços são para deixar a capela mais expressiva, rica e culta.

### O novo frontispício
É o Pedreiro Joaquim Pinto de Oliveira, conhecido por Tebas, após falecimento do Senhor e Mestre Bento de Oliveira Lima e ainda em condições de escravo de sua víuva, quem realiza as obras do novo frontispício. 
A obra parece ter começado no final de 1773, que é quando a Ordem parece efetuar o  primeiro pagamento de Tebas, que ficou encarregado de cuidar dos três arcos da fachada. Em 1774, a Ordem contrata um feitor, Antonio Nunes Correa, designado para conduzir e fiscalizar os trabalhadores envolvidos na reforma. Os arcos do frontispício ficaram prontos em 1775, deixando Tebas com sua parte praticamente finalizada. Quanto ao restante, a Ordem deixou para outro mestre, o pedreiro Antonio Francisco de Lemos, que parece ter sido infeliz na execução dos trabalhos, que foram desaprovados em vistoria feita em 1776. Lemos desiste de reparar a obra.
O encarregado de desfazer os erros de Lemos e terminar a obra acaba sendo o próprio Joaquim Pinto de Oliveira, que teve que se comprometer a ajustar somente a obra da capela e mais nenhuma, mas que também exigiu da Ordem que nenhum outro pedreiro fosse contratado.

Seu papel era executar à risca o que fora originalmente concebido, incorporando a capela da Ordem Terceira do Carmo aos edifícios recém-reformados dos carmelitas. As soluções para isso foram os três arcos, o desenho das janelas, pilastras que dividem e arrematam os corpos das igrejas, as pirâmides e o alinhamento das cimalhas que formavam um conjunto arquitetônico harmônico. Foi utilizado um sistema construtivo misto, onde se conjugam a taipa de pilão, a alvenaria de tijolos e a cantaria de pedra. A reforma do frontispício só se conclui em 1777. 

Com o fim das obras externas, as atenções novamente se voltam ao interior da capela. A igreja é ornamentada com obras de Padre Jesuíno do Monte Carmelo, que inclusive pintou o forro da nave; José Patrício Manso, que pintou, em 1785, o painel no teto da Sacristia, intitulado “Nossa Senhora com o Menino e Santa Tereza” e José Pereira da Silva, que pintou o painel do teto do Consistório.

### O fim do conjunto carmelita
Não existem muitas informações a respeito da Igreja vizinha da capela da Ordem Terceira do Carmo. Esta igreja foi demolida em 1928, quando o governo do Estado a desapropriou, junto ao convento dos carmelitas, para edificar o atual prédio da Secretaria da Fazenda.
A capela alinhava-se com a igreja e o convento, mas este conjunto não resistiu aos imperativos da época contemporânea, mas os frades acabaram se mudando para o bairro Bela Vista. Restou apenas a Igreja da Ordem Terceira do Carmo como a conhecemos hoje, após ter sofrido amplas reformas, principalmente a partir da construção da Avenida Rangel Pestana, metrô e praça Clóvis Beliváqua. Mesmo assim, a Igreja ainda guarda muito de sua primitiva edificação e um representativo conjunto da arte colonial paulista. Um órgão construído por Guilherme Berner foi instalado em meados do século XX.

## Características Arquitetônicas

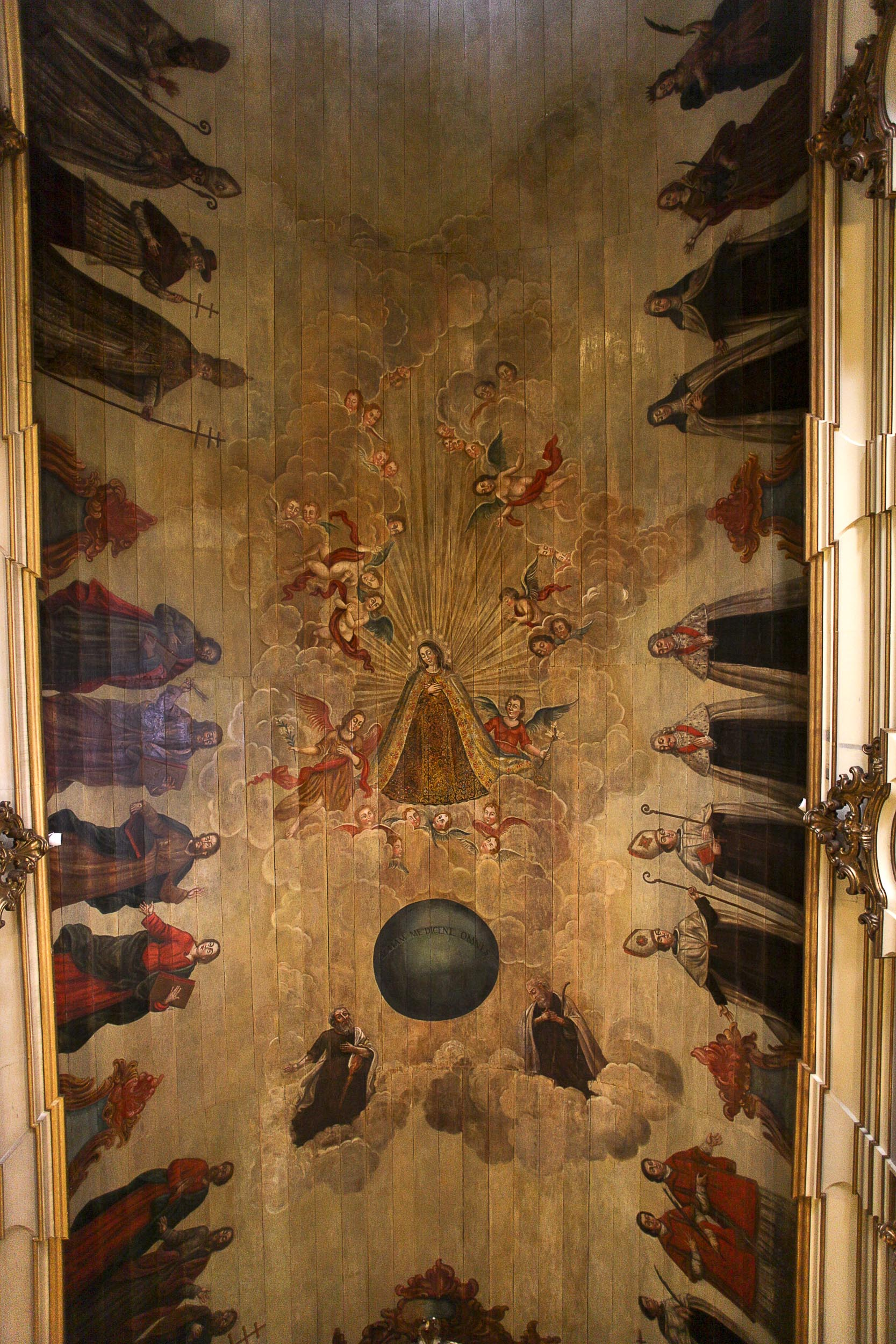
Pintura de Frei Jesuíno no teto da capela.

Na edificação atual da Igreja da Ordem Terceira do Carmo foi utilizado um sistema construtivo misto, onde se conjugou a taipa de pilão, a alvenaria de tijolos e a pedra de cantaria.
A capela, na época, não foi a única a fazer uso deste último material. A Catedral da Sé também o utilizou e talvez tenha sido a primeira a aplicá-la quando reformou seu frontispício, cuja obra também foi feita pelo Oficial de Pedreiro Joaquim Pinto de Oliveira, o Tebas, considerado um dos mais capacitados na cidade para execução de obras em cantaria de pedra.

### Ornamentação interna
A ornamentação interna contempla, ao mesmo tempo, funcionalidade e decoração do templo. A da Igreja da Ordem Terceira do Carmo foi feita, principalmente, pelo Frei Jesuíno do Monte Carmelo, José Patrício da Silva Manso – responsável pelo painel do teto da Sacristia - e João Pereira da Silva – responsável pelo painel do teto do Consistório.

### Frei Jesuíno do Monte Carmelo
O Frei foi responsável por pintar 24 beatos distribuídos ao longo do entablamento do teto da nave da capela, painel do forro da Capela-Mor, pintura do teto do Coro, além de 18 quadros que reconstituem passagens da vida de Santa Teresa. A pintura do forro estava, na verdade, oculta sob outro trabalho e foi apenas redescoberta em 2006 e recuperada minuciosamente durante três meses pelo Instituto do Patrimônio Histórico e Artístico Nacional (IPHAN).
Quem apontou a possibilidade de existir uma pintura de Jesuíno no forro foi o crítico de arte Mário de Andrade. Seus levantamentos acerca da Igreja apontam que entre o final do século XIX e o começo do século XX, os arcos segmentadores da nave do templo foram removidos e, dessa forma, a pintura de Jesuíno ficou desproporcional e, para repintar o painel, foi convocado um novo artista, Pedro Alexandrino.
Em 1920, os arcos foram devolvidos e Mário de Andrade concluiu que Jesuíno poderia ter colocado sua pintura entre os arcos centrais, já que esses já existiam na época. A única dúvida que pairava era se, antes de receber a pintura de Alexandrino, o teto havia sido raspado ou não. Felizmente, a pintura ainda estava lá e foi restaurada.

## Significado Histórico e Cultural
A Igreja da Ordem Terceira do Carmo, atualmente, faz parte do roteiro temático Arquitetura pelo Centro Histórico de São Paulo.  As obras que as ornamentam fazem parte da arte barroca brasileira, guardando valor inestimável. Por conta da raridade e importância dessas obras, foi aberto, em 4 de dezembro de 1992, o processo de tombamento da Igreja pelo Instituto do Patrimônio Histórico e Artístico Nacional (IPHAN) e pelo órgão congênere do município (CONPRESP), que inclui o edifício construído na segunda metade do século XVIII, além do frontispício executado por Joaquim Pinto de Oliveira; o conjunto de pinturas de autoria do Padre Jesuíno do Monte Carmelo, incluindo sua obra no forro da capela-mor e seus quadros remanescentes da antiga Capela do Recolhimento de Santa Teresa; Pintura "Nossa Senhora com o Menino e Santa Tereza", painel de José Patrício da Silva Manso, que encontra-se no teto da sacristia; Pintura "Ressurreição de Lázaro", painel de Manoel José Pereira, localizado no teto do antigo jazigo, atual biblioteca e sala de reuniões; Altares, imagens de cunho religioso e outras obras de talha, totalizando 124 bens inventariados; além da biblioteca e do arquivo documental da Ordem Terceira do Carmo de São Paulo.

## Estado atual
Atualmente, o patrimônio da Igreja da Ordem Terceira do Carmo é tombado pelo Instituto do Patrimônio Histórico e Artístico Nacional (IPHAN) e pelo CONPRESP, que garantem a conservação, principalmente, das obras restauradas na primeira década dos anos 2000. A Igreja promove missas de segunda a sexta-feira às 12h, sábados e domingos às 9h e 11:30h na forma extraordinária do Rito Romano.

## Galeria

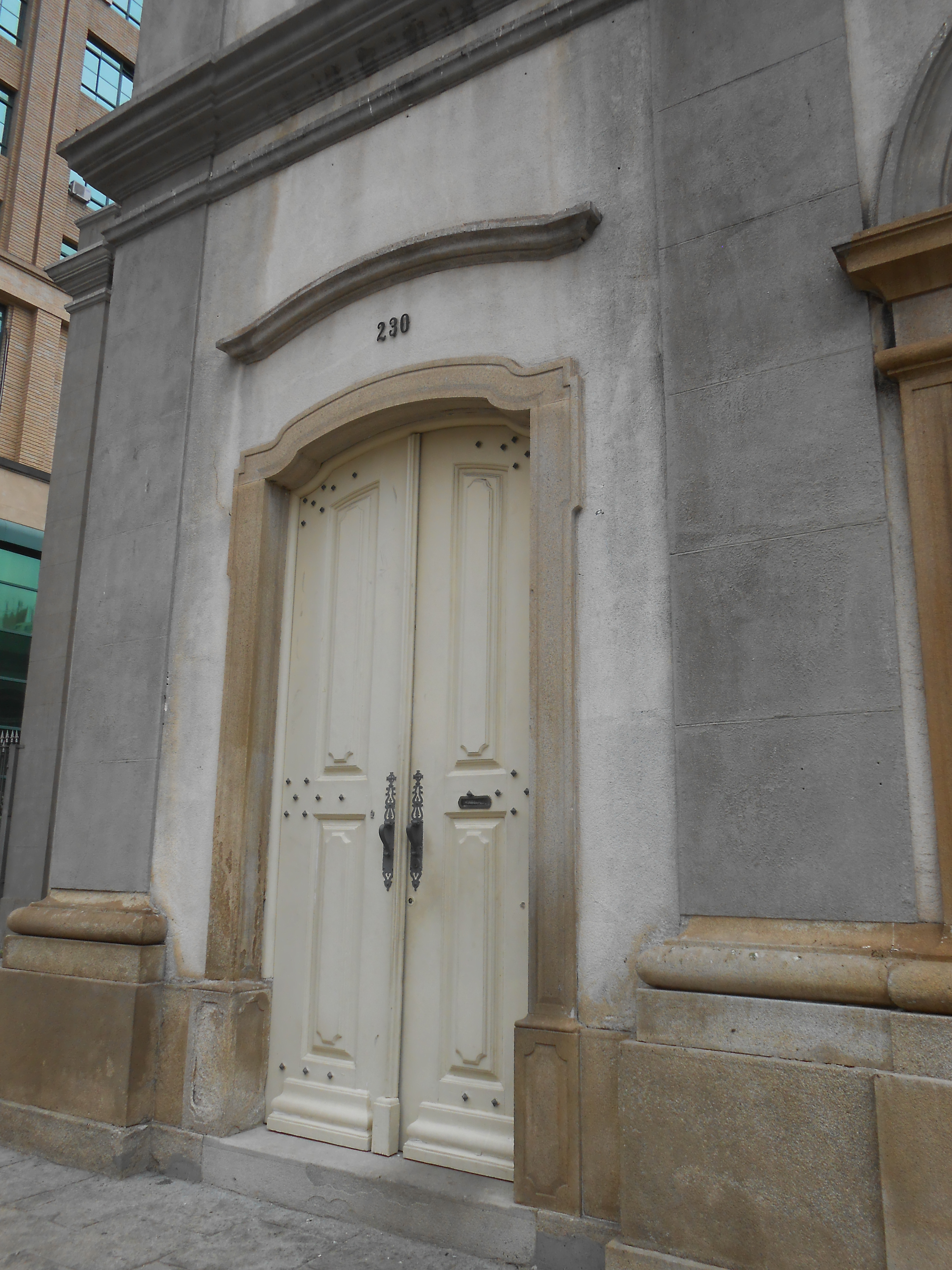
Portas laterais da Igreja
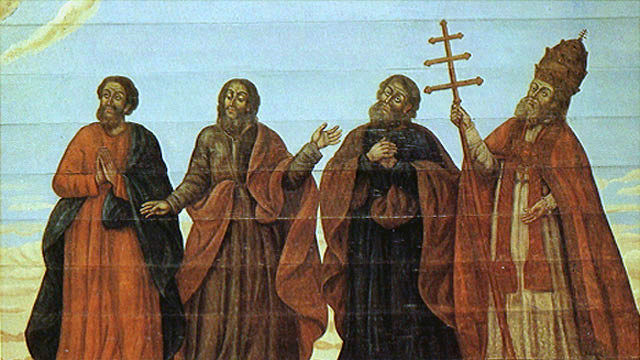
Obra de Jesuíno do Monte Carmelo
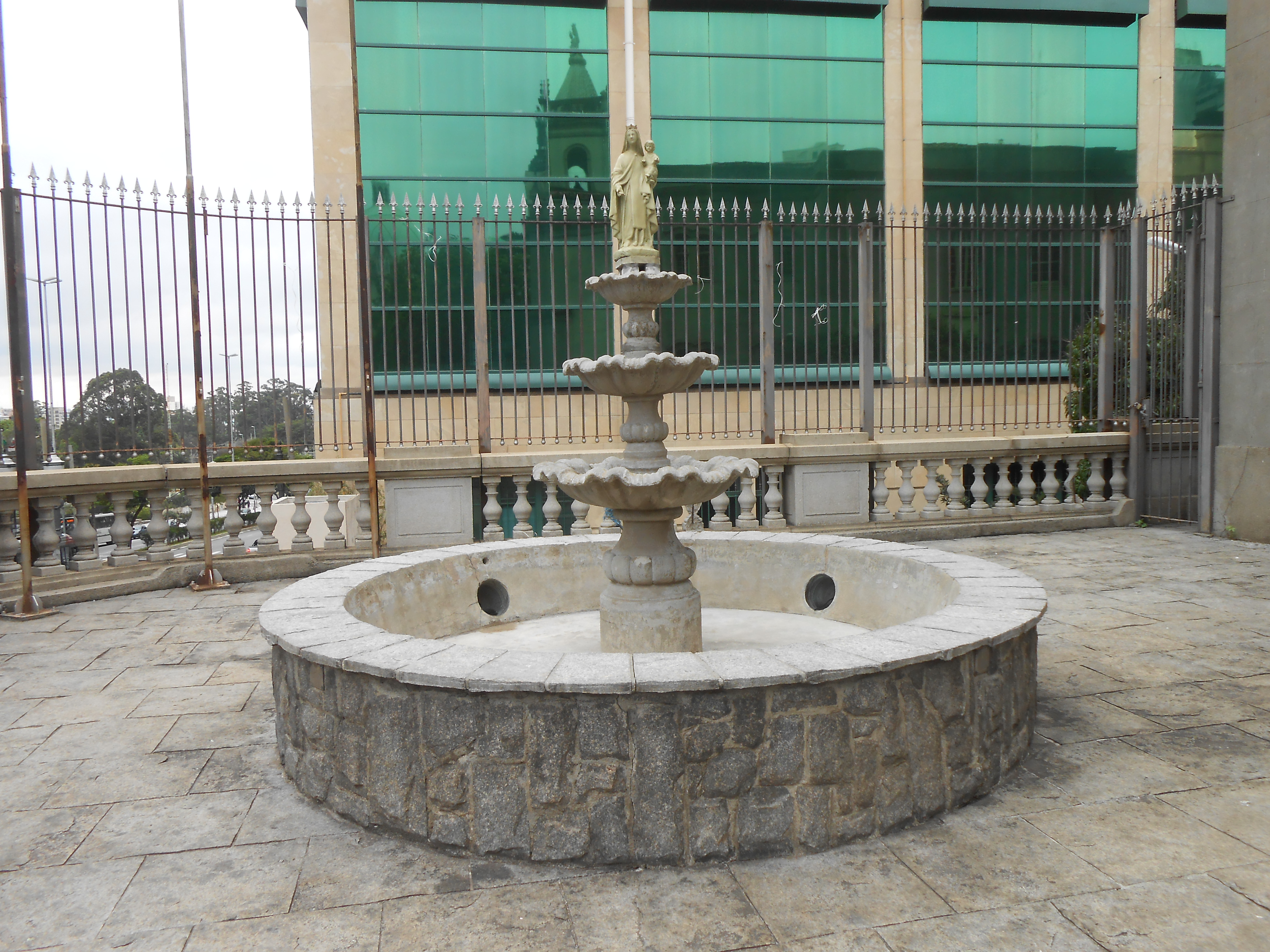
Fonte da Igreja da Ordem Terceira do Carmo
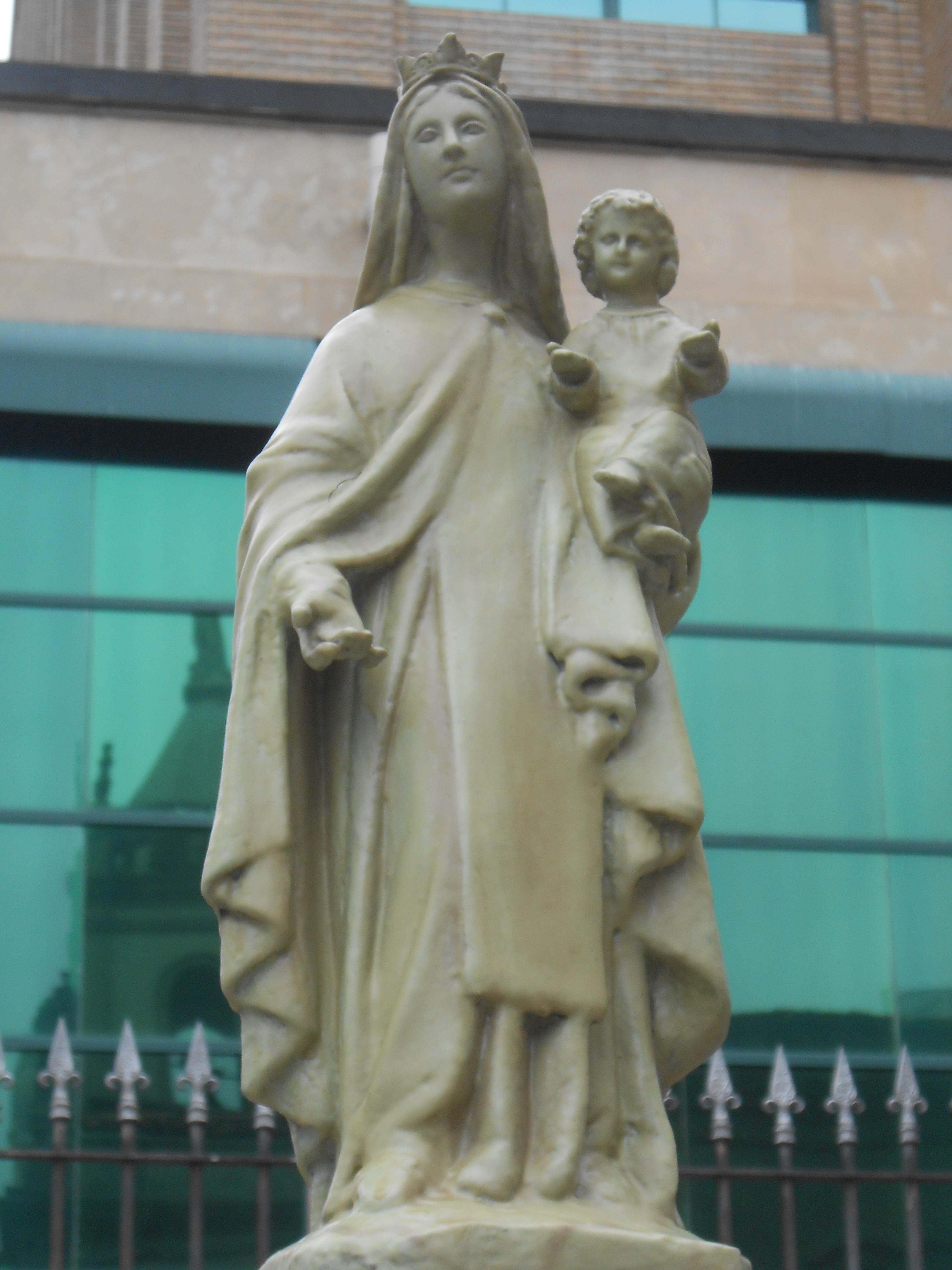
Imagem de Nossa Senhora do Carmo na fonte
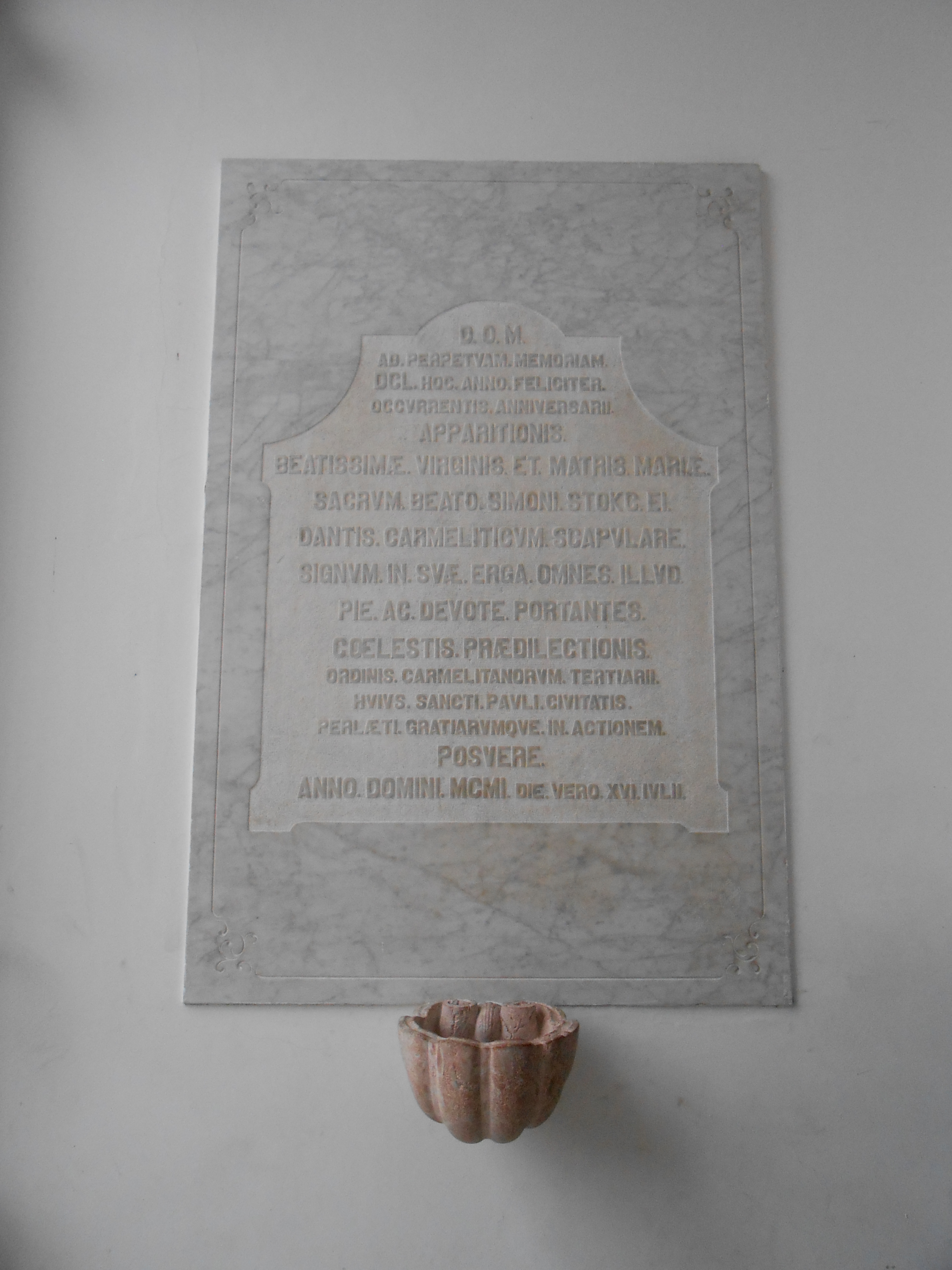
Placa em comemoração do 650.º aniversário da aparição em que Nossa Senhora do Carmo da a São Simão Stock o escapulário marrom
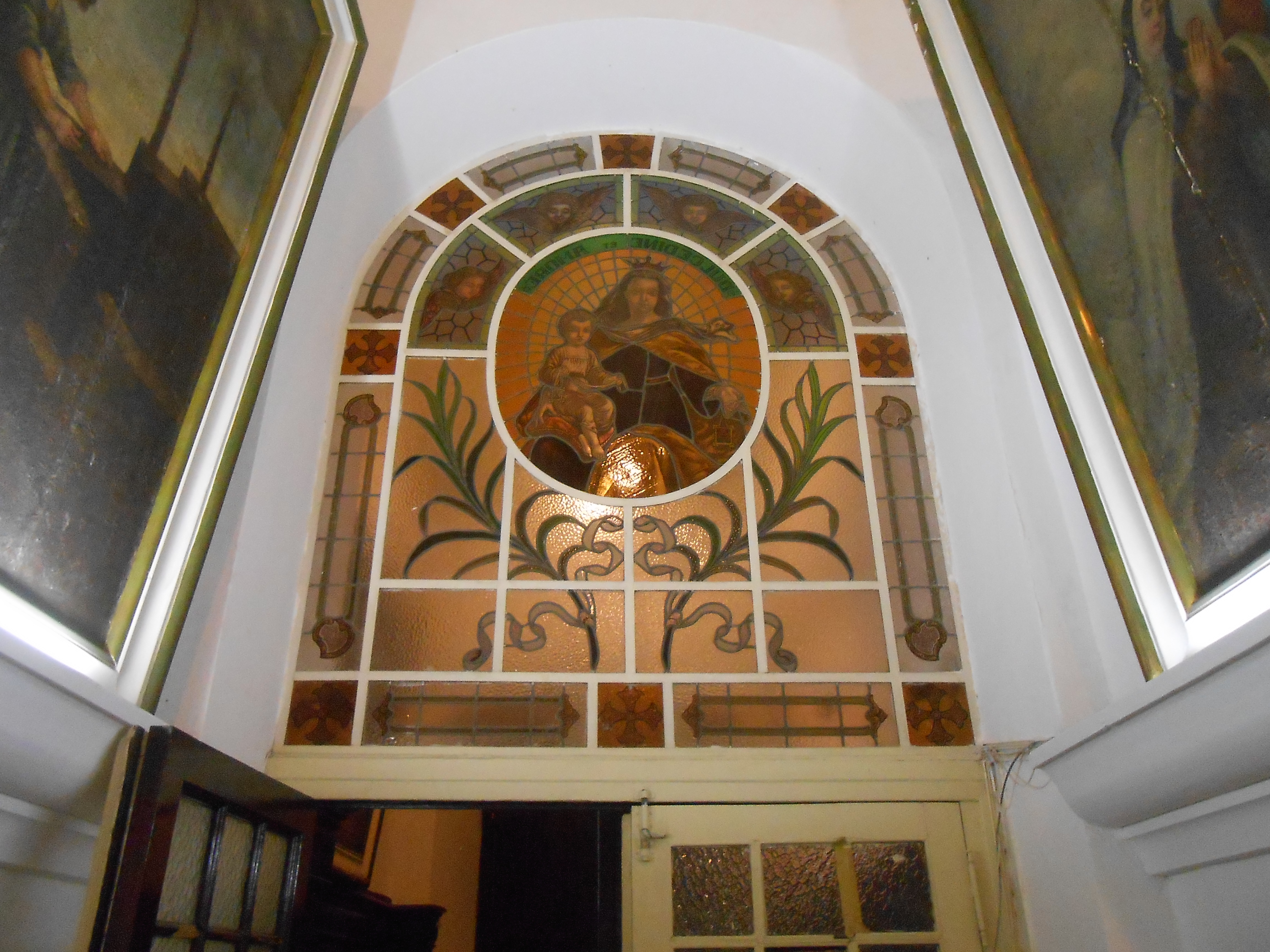
Vitral ornametando a parte interna